# 체첸-인구시 자치 소비에트 사회주의 공화국
체첸-인구시 자치 소비에트 사회주의 공화국(러시아어: Чечено-Ингушская АССР 체체노-인구시스카야 아에스에스에르[*])은 소비에트 연방의 자치 공화국이다. 수도는 그로즈니이다.
1979년 인구는 1,155,805명이었다. 611,405명이 체첸인, 13만5,000명이 인구시인, 일부 러시아인과 소수 민족이 거주했다.

## 역사
1810년에 인구시 공화국은 러시아 제국에 합병되었고 1859년에 체첸 공화국도 1817년 - 1864년 사이에 카프카스 전쟁으로 러시아 제국에 합병되었다.
러시아 혁명 이후 1921년 1월 20일에는 체첸과 인구시 공화국이 산악 소비에트 사회주의 공화국에 가입되었다. 1922년 11월 30일, 체첸 자치주가 분리되었다. 1924년 7월 7일에 인구시 자치주가 분리되었다. 1944년 1월 15일에 체첸 자치주와 인구시 자치주가 체첸-인구시 자치주로 통합되었다.